# Mandirajakulon
Mandirajakulon is een bestuurslaag in het regentschap Banjarnegara van de provincie Midden-Java, Indonesië. Mandirajakulon telt 5654 inwoners (volkstelling 2010).